# Santa Cruz Cabrália
Santa Cruz Cabrália is een gemeente in de Braziliaanse deelstaat Bahia. De gemeente telt 26.250 inwoners (schatting 2009).